# 北欧メタル
北欧メタル（ほくおうメタル）は、ヘヴィメタルのジャンル、あるいはカテゴリーのひとつ。主にスウェーデン 、フィンランド、ノルウェー、デンマーク、アイスランド出身のヘヴィメタルバンド群の総称である。

## 概要
北欧は、ヘヴィメタルシーンにおいて、重要な発信地のひとつである。メロディックデスメタルやパワーメタル、ブラックメタルやゴシックメタルなど様々なジャンルのバンドを輩出している。1979年にイギリスで発生したNWOBHMの影響は、スカンジナヴィア半島全域に拡大し、多くのバンドが登場した。「スカンジナビアン・メタル」や「ノルディック・メタル」等の別の呼称を使ってそれぞれのイメージで語られることも多い。
北欧のバンドでは、1980年代前半に登場したハードロック・バンド、ヨーロッパが、1987年に「ファイナル・カウントダウン」「ケリー」の2曲をアメリカでヒットさせた。彼らの成功により、欧米でも北欧メタルの存在が認識されるようになった。1980年代中期には、ヨーロッパは本格的北欧メタルバンドの草分けとして初来日を果たしている。ヨーロッパのみならず、アメリカなど世界の音楽シーンに進出するミュージシャンは後を絶たない。

## 詳細
メタルバンドが北欧に誕生したのかについて、Sighの川嶋未来のインタビューに、多くのミュージシャンが意見を述べている。スウェーデンのブラックメタルバンドDark Funeralのメンバーであるヘルヤルマドルは、自国でエクストリーム・メタルが発展した理由を聞かれて、「スウェーデンには非常に強力な、国が資金的バックアップをしている教育システムがあるからね。～中略～スウェーデンという国は、常に創造性、そして文化をサポートしてきた。例えば90年代初期のライヴも国の援助を受けていることが多かったので、ABF（訳注：音楽や言語教育などをサポートする教育機関）などのロゴが掲げられていたものさ。蒔かれた種は育つものだよ。それから第二に、スウェーデンではエクストリームな音楽を作るべき人間が、作るべき時にそれを作ったということだね。第三に、スウェーデン人の自己を律する気質というものもあると思う。スウェーデン人は一度決意すると、もう一日ダラダラとビールを飲んで過ごしたりはしなくなるんだ。もちろんこれらのこともすべて一般化した内容ではあるけど、真実でもあると思うよ。」と答えている。同じくスウェーデン出身のパワーメタルバンドSabatonのメンバーも、国からの色々な補助、地域の音楽学校やコミュニティの充実、きちんとしたバックステージやシャワーがあるライブハウスの存在など、音楽をやる環境がとても充実していることを理由に挙げている。
状況はフィンランドでも同じようである。パワーメタルバンドBattle Beastのノーラ・ノウヒモは、「いくつかの基金があって、フィンランドでは音楽に対する援助というのはとても手厚いわ。」と証言している。
 
代表的な音楽ジャンルは以下の通りである。
- ハード・ロック

北欧出身のハードロックバンドの一部が、1980年代に日本で人気を博した。ヨーロッパやTNT（ノルウェー）の楽曲に見られるように、時に抒情的、時に煌びやかなメロディや雰囲気を重視し、キーボードを多用した。フィンランドの伝説的なロックンロールバンドであるハノイ・ロックスが、このタイプの元祖的な存在である。1990年代後半以降、スウェーデンからバックヤード・ベイビーズやヘラコプターズ、フィンランドからはネガティヴなど有望な若手バンドが多数登場し、にわかに活況を呈した。彼らはパンク・ロックやLAメタルの影響を受けていた。
- スウェディッシュ・メタル

スウェーデンのメタル・バンドとしては、キャンドルマス、イン・フレイムスなどがいる。同国のイェーテボリを中心として、1990年代前半にメロディックデスメタルのムーブメントが勃発した。やがて北欧全域へと広まったそのムーブメントで最初に中心的な役割を果たしたのはアット・ザ・ゲイツらであった。そこに勢いのある若手バンドを加えたメロデス勢は離合集散を繰り返しながら、当初はヨーロッパを主な市場としていた。しかし、2000年代に入って、米国を中心に彼らのスタイルから大きな影響を受けた若手バンドが登場。純粋なヘヴィメタルよりは、ややハードコア寄りなスタイルのバンドが多いが、彼らはメロ・デス・バンドを「イェーテボリ・スタイル (スウェディッシュ・デスメタル)」と呼んでリスペクトしていた。これによってメロ・デス・バンドたちの米国進出の土壌が整い、現在では多くのバンドが活動の比重を米国に移すようになってきている。
- パワーメタル/ゴシックメタル

ストラトヴァリウスをはじめ、メロディアスでスピード感のある楽曲が特徴。パワーメタル系統のバンドの一部には、中世の北欧諸国の戦争をモチーフにした騎士や古城などが登場するものや国王の一生を描くストーリーを題材にした歌詞、さらにドラゴンやナイトといった幻想的な世界観を扱う傾向もある。
従来のゴシックメタルは陰鬱な雰囲気を漂わせたバンドが多かったが、北欧ではHIMらによって、叙情的メロディを重視したメタルが発達した。これらのバンドは主にヨーロッパのメタル・ファンに人気がある。

## 主要アーティスト一覧
- A.C.T
- アーチ・エネミー
- アット・ザ・ゲイツ
- AMARANTHE
- アモルフィス
- アンベリアン・ドーン
- イン・フレイムス
- イングヴェイ・マルムスティーン
- エターナル・ティアーズ・オヴ・ソロウ
- エッジ・オブ・サニティ
- エンシフェルム
- カタメニア
- カルマ
- キャンドルマス
- グランド・イリュージョン
- クロックワイズ
- コルピクラーニ
- サバトン
- シナジー
- シルヴァー・マウンテン
- スカイファイヤー
- ストラトヴァリウス
- セリオン
- センテンスト
- ソイルワーク
- ソナタ・アークティカ
- ダーク・トランキュリティ
- ダーク・フューネラル
- TNT
- タリスマン
- チルドレン・オブ・ボドム
- ドラゴンランド
- トリート
- トワイライトニング
- ナイトウィッシュ
- ネガティヴ
- ノーサー
- ノクターナル・ライツ
- ハードコア・スーパースター
- バトル・ビースト
- バックヤード・ベイビーズ
- ハンマーフォール
- HIM
- フェイト
- プリティ・メイズ
- ヘラコプターズ
- ヨーロッパ
- ザ・ラスマス
- ロイヤル・ハント
- ロスト・ホライズン
- ウィグ・ワム
- ワザリング・ハイツ
- ワルタリ